# Малые десантные корабли проекта 106
Малые десантные корабли проекта 106 — серия советских малых десантных кораблей (танко-десантных кораблей), разработанных для Военно-морского флота СССР на основе немецких морских самоходных барж MFP. Данные суда строились на заводах СССР до 1970 года.
Впоследствии на основе проекта 106 был создан его улучшенный вариант — проект 106К (шифр «Сайгак») и несколько других модификаций. Относятся к кораблям 4-го ранга.

## История разработки и строительства
Кораблестроительной программой 1946—1955 годов было предусмотрено, в том числе, и разработка и строительство десантных кораблей. Принятию этой программы во многом послужил печальный опыт отечественных десантных действий в Великой Отечественной войне, когда отсутствие специальных кораблей не позволяло высаживать морскую пехоту вместе с тяжёлой техникой, а из-за этого она несла значительные потери в глубине обороны и первоначальный успех не мог быть быстро развит. Можно с полным основанием утверждать, что десант в Крым зимой 1941—1942 годов не смог решить стратегическую задачу по освобождению Крымского полуострова и деблокады Севастополя из-за отсутствия уже в первом эшелоне десанта значительного количества танков, автотранспорта и тяжёлой артиллерии, поскольку всё это могло быть доставлено только на специальных десантных кораблях, которых в составе ЧФ СССР не было.
К разработке проекта десантных кораблей приступили в ЦПКБ-2 ММФ СССР. За основу были взяты морские самоходные баржи с открытым трюмом грузоподъёмностью 200 тонн с откидным мостом-сходней в носовой части и трофейные немецкие морские самоходные баржи типа MFP (нем. Marinefahrprahm D-typ). Новый проект десантных кораблей получил номер 106. Главным конструктором проекта стал К. З. Кушнир, а главным наблюдающим от ВМФ СССР — капитан 2-го ранга С. М. Петров.
Головной корабль серии МДК-1 был построен на судоремонтном заводе ММФ в Туапсе и сдан ВМФ для испытаний в 1958 году. При полном водоизмещении около 300 тонн корабль развивал скорость хода 10,5 узлов, мог принять два средних танка в открытый трюмом через носовую откидную аппарель. С 1963 года МДК проекта 106 после постройки стали поступать в ВМФ СССР. Так же они поступали не только в ВМФ, но и в эксплуатацию предприятий народного хозяйства под обозначением морская самоходная баржа пр. 106. В 1963—1965 годах было построено более 60 кораблей проекта 106.
На базе проекта 106 по заказу ВМФ в ЦКБ-50 разработали улучшенный проект десантных кораблей, получивший обозначение 106К «Сайгак». Главный конструктором стал Е. С. Васильев. Головной корабль с бортовым номером МДК-155 был введён в строй в 1965 году. Один МДК 106К мог перевезти 200 тонн полезного груза; или 6 автомобилей ЗИЛ-131 или 10 ГАЗ-66; до 150 человек десанта. Главным отличием проекта 106К стало установка НРЛС «Дон». По этому проекту в 1965—1970 годах было построено 46 единиц.
Позже, на базе проекта 106К в ЦКБ-50 были разработаны малые морские танкеры (проект 106КМ) и морские водоналивные танкеры (проект 106КВ). В 1967 году сошёл со стапелей головной корабль проекта 106КМ МДК-172. В 1967—1969 годах было построено 4 единицы на заводах в Николаеве и ГДР. По десантным возможностям корабли проектов 106К и 106КМ были схожи.
МДК по проекту 106 разных модификаций строились на нескольких судостроительных и судоремонтных заводах различных ведомств вплоть до 1970 года: в Туапсе, Николаевске-на-Амуре, пос. Жовтневое Николаевской области, Херсоне, г. Бор Горьковской области, Болгарии и ГДР.

## Тактико-технические характеристики
По проекту 106К
- Водоизмещение, т: 460 (стандартное), 550 (полное)
- Длина, м: 54,5
- Ширина, м: 7,95
- Осадка макс, м: 2,04
- Скорость, уз: 10,5 (полный ход)
- Дальность, миль: 1600 (при 9 уз.)
- Экипаж: 1 офицер и 12 матросов

### Силовая установка
Силовая установка состоит из двух дизельных двигателей 3Д12, мощностью по 300 л. с. Электропитание обеспечивали один дизель-генератор (ДГ) мощностью 50 кВт и два ДГ по 30 кВт. Движителем являлись два винта фиксированного шага в поворотных насадках.

### Радио-техническое оборудование
На кораблях проекта 106К были смонтированы навигационные радиолокационные станции (НРЛС) «Дон».

### Десантовместимость
По проекту 106К
Один корабль проекта 106 был способен перевезти: 176 человек десанта; или 3 тяжелых или средних танка; или четыре лёгких танка ПТ-76; или до 5 БТР-152; или 6 грузовых автомобилей ЗИЛ-131; или 10 грузовых автомобилей ГАЗ-66.

## Модификации
- проект 106 — базовый проект малых десантных кораблей (20 единиц)
- проект 106 для ММФ СССР — морские самоходные сухогрузные баржи / рейдовые самоходные сухогрузные баржи
- проект 106У — морские самоходные торпедные баржи
- проект 106К — улучшенный вариант МДК (46 единиц)
- проект 106КМ — малые морские танкеры (2 единицы)
- проект 106КВ — морские водоналивные танкеры (2 единицы)

## Строительство
Серия малых десантных (танко-десантных) кораблей строилась на ряде заводов вплоть до 1970 года.
- Пр.106
  - Херсонский ССРЗ им. Коминтерна
  - Туапсинский судомеханический завод
  - Николаевский-на-Амуре судостроительный завод
  - Завод металлоконструкций в Жовтневое (Николаевская область)
  - Борский СРЗ (Горьковская, ныне Нижегородская область)

- Пр.106К — 46 +15 единиц (1965—1970):
  - Херсонский ССРЗ им. Коминтерна (15 единиц)
  - Туапсинский судомеханический завод
  - Николаевский-на-Амуре судостроительный завод
  - Октябрьский ССРЗ им. 40-летия годовщины Октября
  - Судостроительный завод № 872

- Пр.106КМ — 2 единицы
  - Октябрьский ССРЗ им. 40-летия годовщины Октября

- Пр.106КВ – 2 единицы
  - Октябрьский ССРЗ им. 40-летия годовщины Октября